# Stueng Trang
Stueng Trang (tiếng Khmer: ស្រុកស្ទឹងត្រង់) là một huyện (srok) thuộc tỉnh Kampong Cham, Campuchia. Huyện lị là thị trấn Stung Trang nằm cách 30 kilomet thẳng về hướng bắc so với tỉnh lị Kampong Cham theo đường bộ. Stueng Trang nằm ở phía bắc của tỉnh và giáp sông Mekong ở phía đông. Huyện giáp với hai tỉnh Kampong Thom và Kratié. Đây là nơi sinh của Thủ tướng Campuchia Samdech Hun Sen.

## Vị trí
Stueng Trang nằm ở chính giữa phía bắc của tỉnh và có ranh giới với hai tỉnh khác. Theo chiều kim đồng hồ từ phía bắc, Stueng Trang có ranh giới với huyện Santuk của tỉnh Kampong Thom về phái bắc. Biên gui[í phái đông giáp với huyện Chhloung của Kratie. Sông Mekong tạo ra ranh giới phía nam và các huyện Krouch Chhmar và Kampong Siem nằm ở bên kia dòng sông. Chamkar Leu District is on the south western boundary and Baray District of Kampong Thom province forms the north western border.

## Hành chính
| Khum (Xã)          | Phum (Làng) |
| ------------------ | --- |
| Areaks Tnaot       | Areaks Tnaot, Lvea, Kilou Prampir, Kilou Dab, Beak Anlung |
| Dang Kdar          | Santich Kaeut, Santich Lech, Santich Kandal, Chrey Hay, Srae Rumduol, Ta Ream, Sdau, Ou Pir, Thmey, Hungbromar |
| Khpob Ta Nguon     | Ou Run, Anlong Samlei, Preaek Tok, Khpob Ta Nguon, Chheu Teu, Veal Bampong |
| Me Sar Chrey       | Ou Leu, Kbal Ou, Bos Pou, Ou Beng, Trapeang Chhuk |
| Ou Mlu             | Khtuoy Muoy, Khtuoy Pir, Khtuoy Bei, Khtuoy Buon, Stang Sakha, Ou Pralaoh, Ou Kab Moan, Ou Ruessei, Ou Ta Sek, Samraong, Pratong, Bet Thnu, Spongsakachas |
| Peam Kaoh Sna      | Peam Krau, Peam Knong, Dei Leu, Tuol Roka, Dei Doh, Preaek Sangkae Kaeut, Preaek Sangkae Lech, Kaoh Kandal, Srae Sangkae |
| Preah Andoung      | Preaek Sdei, Preah Andoung Muoy, Preah Andoung Pir |
| Preaek Bak         | Preaek Bak, Preaek Kak, Preaek Roluos, Preaek Preah Angk |
| Preaek Kak         | Andoung Pech, Meakh Muoy, Meakh Pir, Tnaot Ta Say, Boeng Kachout, Ou Prampir, Tuol Pou, Preah, Phnum Montir, Preaek Barang, Boeng Daeng, Phnum Ampil, Boeng Ket Leu, Boeng Ket Kraom, Phum Haprammuoy, Chek Chvea, Ou Chek, Phum Kilou Bei, Phum sampram, Phum Chetseb, Ou Pram, Meakh Bei, Andoung Svay |
| Soupheas           | Soupheas, Angkaol, Srab, Paprak, Sambour, Dei Kraham, Pumtuob |
| Tuol Preah Khleang | Thum, Thmei, Ta Meung, Voat, Doun Tor, Sampiengkrom, Sam Piengleu |
| Tuol Sambuor       | Tuol Sambuor, Poun, Srae Ampov, Veal Preah |

## Nhân khẩu
Huyện được chia thành 12 xã (khum) và 96 làng (phum). Theo thống kê năm 1998, huyện có 107.425 cư dân thuộc 20.996 hộ gia đình.